# Manaka Yasuo
Yasuo Manaka (sinh ngày 31 tháng 1 năm 1971) là một cầu thủ bóng đá người Nhật Bản.

## Sự nghiệp câu lạc bộ
Yasuo Manaka đã từng chơi cho Kashima Antlers, Cerezo Osaka, Sanfrecce Hiroshima và Yokohama FC.

## Thống kê câu lạc bộ

### J.League
| Đội                 | Năm       | J.League | J.League | J.League Cup | J.League Cup | Tổng cộng | Tổng cộng |
| Đội                 | Năm       | Trận     | Bàn      | Trận         | Bàn          | Trận      | Bàn       |
| ------------------- | --------- | -------- | -------- | ------------ | ------------ | --------- | --------- |
| Kashima Antlers     | 1992      | -        | -        | 0            | 0            | 0         | 0         |
| Kashima Antlers     | 1993      | 12       | 3        | 2            | 1            | 14        | 4         |
| Kashima Antlers     | 1994      | 8        | 0        | 0            | 0            | 8         | 0         |
| Kashima Antlers     | 1995      | 23       | 3        | -            | -            | 23        | 3         |
| Kashima Antlers     | 1996      | 21       | 5        | 4            | 0            | 25        | 5         |
| Kashima Antlers     | 1997      | 12       | 4        | 4            | 0            | 16        | 4         |
| Kashima Antlers     | 1998      | 21       | 6        | 5            | 1            | 26        | 7         |
| Cerezo Osaka        | 1999      | 27       | 5        | 4            | 0            | 31        | 4         |
| Cerezo Osaka        | 2000      | 17       | 2        | 4            | 0            | 21        | 2         |
| Cerezo Osaka        | 2001      | 24       | 5        | 2            | 2            | 26        | 7         |
| Cerezo Osaka        | 2002      | 28       | 13       | -            | -            | 28        | 13        |
| Cerezo Osaka        | 2003      | 10       | 1        | 2            | 0            | 12        | 1         |
| Sanfrecce Hiroshima | 2003      | 14       | 2        | -            | -            | 14        | 2         |
| Sanfrecce Hiroshima | 2004      | 6        | 0        | 1            | 0            | 7         | 0         |
| Yokohama FC         | 2004      | 13       | 1        | -            | -            | 13        | 1         |
| Tổng cộng           | Tổng cộng | 236      | 50       | 28           | 4            | 264       | 54        |